# Podujevo
Podujevo (em albanês:  Besiana, Podujevë, Podujeva, em sérvio:  Подујево, em turco:  Poduyeva) é uma cidade e município localizado no distrito de Pristina, no nordeste do Cosovo.

## História

### Período romano
O sítio arqueológico de Glavnik, uma vila de cinco quilômetros ao sul de Podujevo, poderia ter sido a antiga Vindenis. Uma luxuosa vila rustica romana do início tardio dos séculos terceiro e quarto foi encontrada no local, incluindo um painel de mosaico de Orfeu (que hoje está no Museu do Cosovo).

### Idade média
A região fazia parte da Sérvia Medieval. Em 1355, o Imperador Estêvão Uresis IV deu a aldeia de Braina ao Monte Atos. Em 1381, o príncipe Lázaro deu à Orlane (uma vila em Podujevo) para sua dotação, o mosteiro Ravanica. Ruínas de antigos mosteiros sérvios e igrejas existem em Orlane, Murgula (destruído no século XV), Palatna, Slatina, Svetlje, Rakinica, Metohija (2), Donje Ljupce (destruído no século XV), Gornja Pakastica (destruído no século XV), Brevnik, Braina (3) e cemitérios existem na maioria dessas aldeias. A aldeia de Brevnik tinha uma mina medieval notável, e um forte com uma igreja.

### História moderna
A estrada que entra em Podujevo pela cidade de Nis foi o local do bombardeio do ônibus de Podujevo, em 2001, em que um ônibus que transportava peregrinos sérvios que viajam para o mosteiro local de Gračanica foi bombardeada. Doze peregrinos sérvios foram mortos e dezenas de outros ficaram feridos pela explosão da bomba. Extremistas albaneses doCosovo foram responsabilizados pelo ataque.